# Suur-Rahula
Suur-Rahula – wieś w Estonii, w prowincji Sarema, w gminie Orissaare. 1 stycznia 200 roku wieś zamieszkiwało 100 osób.